# Nazionale femminile di hockey su prato della Turchia
La nazionale di hockey su prato femminile della Turchia è la squadra femminile di hockey su prato rappresentativa della Turchia ed è posta sotto la giurisdizione della Turkish Hockey Federation.

## Partecipazioni

### Mondiali
- 1974-2006 – non partecipa

### Olimpiadi
- 1980-2008 – non partecipa

### Champions Trophy
- 1987-2009 – non partecipa

### EuroHockey Nations Championship
- 1984-2009 – non partecipa